# Daniel E. Koshland
Daniel Edward Koshland, Jr. (* 30. März 1920 in New York; † 23. Juli 2007 in Walnut Creek) war ein amerikanischer Biochemiker. Koshland postulierte die Induced-fit-Theorie und war von 1985 bis 1995 Redaktionsvorsitzender der Fachzeitschrift Science. Ab 1965 war er Professor an der University of California, Berkeley.

## Leben
Daniel Koshland war Sohn des Unternehmers Daniel E. Koshland senior, der ab 1922 in der Geschäftsleitung von Levi Strauss & Co. tätig war, und dessen Frau Eleanor Koshland, geborene Haas.
Koshland studierte ab 1937 an der University of California, Berkeley, die er 1941 mit dem Bachelor-Grad in anorganischer Chemie abschloss. Er meldete sich anschließend freiwillig für den Dienst in der United States Navy, wurde aber aufgrund seines unzureichenden Sehvermögens abgelehnt. Bis 1942 war er bei Shell Chemical Company tätig, anschließend wurde er für das Manhattan-Projekt rekrutiert und arbeitete an der University of Chicago unter Glenn Seaborg an der Gewinnung von Plutonium. Ab 1946 widmete sich Koshland in Chicago bei Frank Westheimer seinem wissenschaftlichen Forschungsdoktorat, den Titel eines Ph. D. erhielt er 1949. Von 1949 bis 1951 hatte er eine Postdoc-Stelle an der Harvard University inne, anschließend war er bis 1965 am Brookhaven National Laboratory tätig. Von 1958 bis 1965 war Daniel Koshland zudem als Dozent an der Rockefeller University angestellt. 1965 ging er als Professor an das Department of Biochemistry der University of California, Berkeley, dessen Leiter er ab 1973 war. Von 1985 bis 1995 hatte Koshland den Redaktionsvorsitz der Fachzeitschrift Science inne, dem er sich in Teilzeit widmete.
Koshland war ab 1945 mit der Immunologin Marian Koshland (1921–1997) verheiratet. Aus der Ehe gingen drei Töchter und zwei Söhne hervor. Im August 2000 heiratete Koshland Yvonne Cyr San Jule.

## Wirken
Daniel Koshland widmete sich jahrzehntelang den katalytischen Mechanismen enzymatischer Reaktionen. 1958 veröffentlichte er die Induced-fit-Theorie. Koshland und Kollegen postulierten 1966 das sequentielle Modell der Kooperativität. Im Gegensatz zu dem im Vorjahr durch Jacques Monod vorgeschlagenen konzentrierten Modell ging Koshland davon aus, dass die Ligandenbindung an ein oligomeres Protein auch eine Konformationsänderung an nur einer Untereinheit hervorrufen kann, so dass mehr potentielle Zwischenzustände eingenommen werden können.
In den 1970er Jahren beschäftigte Koshland sich mit der bakteriellen Chemotaxis. Dabei wies er gemeinsam mit Jean Yin Jen Wang an Salmonella typhimurium nach, dass auch bei Prokaryoten Phosphorylierung durch Proteinkinasen erfolgt.
Insgesamt veröffentlichte Daniel Koshland über 400 Beiträge in wissenschaftlichen Zeitschriften.
Während seiner Tätigkeit bei Science wurde der Peer-Review-Prozess überholt, 1993 ein europäisches Büro in Cambridge eröffnet und ein Board of Reviewing Editors eingerichtet, in dem aktive Wissenschaftler eingereichte Arbeiten wöchentlich bewerten. Mit This Week in Science wurde eine Zusammenfassung der in einer Ausgabe veröffentlichten Beiträge für interessierte Laien etabliert.

## Auszeichnungen und Mitgliedschaften
Koshland wurde neben zahlreichen weiteren Auszeichnungen und Ehrendoktoraten die National Medal of Science (1990), der Albert Lasker Special Achievement Award (1998), Lewis S. Rosenstiel Award (1984) und der Pauling Award (1975) verliehen. Der Albert Lasker Special Achievement Award wird Koshland zu Ehren seit 2008 unter dem Namen Lasker-Koshland Special Achievement Award in Medical Science vergeben.
Er war unter anderem Mitglied der National Academy of Sciences (1966), der American Academy of Arts and Sciences (1967) und der American Philosophical Society (1988).

## Werke (Auswahl)
- Daniel E. Koshland: How to get paid for having fun. In: Annual Review of Biochemistry. Band 65, 1996, S. 1–13, doi:10.1146/annurev.bi.65.070196.000245, PMID 8811172., autobiographische Schrift